# Liste des aéroports au Belize
Cette liste présente les aéroports du Belize, classés par localisation.

## Carte
| Belize City (International) Belize City (National) Belmopan‎ Big Creek Caye Caulker Caye Chapel Corozal Dangriga Independence/Savannah Orange Walk‎ Town Placencia‎ Punta Gorda San Ignacio‎ San Pedro‎ Sarteneja Silver Creek |

## Liste des aéroports
| Ville                     | District    | OACI | AITA | Aéroport                                        | Coordonnées géographiques    |
| ------------------------- | ----------- | ---- | ---- | ----------------------------------------------- | ---------------------------- |
| Belize City               | Belize      | MZBZ | BZE  | Aéroport international Philip S. W. Goldson     | 17° 32′ 58″ N, 88° 17′ 31″ O |
| Belize City               | Belize      | MZBE | TZA  | Aéroport Sir Barry Bowen de Belize City         | 17° 31′ 00″ N, 88° 11′ 41″ O |
| Belmopan                  | Cayo        | MZBP | BCV  | Aérodrome Hector Silva de Belmopan              | 17° 16′ 10″ N, 88° 46′ 34″ O |
| Big Creek                 | Stann Creek | MZBG | BGK  | Aérodrome de Big Creek                          | 16° 31′ 13″ N, 88° 24′ 36″ O |
| Blackbird Caye            | Belize      | MZBB |      | Blackbird Caye Airstrip                         | 17° 19′ 07″ N, 87° 47′ 52″ O |
| Caye Caulker              | Belize      | MZCK | CUK  | Aérodrome de Caye Caulker                       | 17° 44′ 06″ N, 88° 01′ 58″ O |
| Caye Chapel               | Belize      | MZCP | CYC  | Aérodrome de Caye Chapel                        | 17° 41′ 02″ N, 88° 02′ 42″ O |
| Chan Chen                 | Corozal     | MZJC |      | Johnny Chan Chen Aistrip                        | 18° 26′ 26″ N, 88° 27′ 12″ O |
| Corozal                   | Corozal     | MZCZ | CZH  | Aérodrome de Corozal                            | 18° 22′ 54″ N, 88° 24′ 42″ O |
| Dangriga                  | Stann Creek | MZPB | DGA  | Aérodrome de Dangriga                           | 16° 58′ 57″ N, 88° 13′ 52″ O |
| Gallon Jug                | Orange Walk | MZGJ |      | Chan Chich Airstrip                             | 17° 34′ 00″ N, 89° 03′ 00″ O |
| Independence              | Stann Creek | MZSV | INB  | Aérodrome d'Independence (Belize)               | 16° 32′ 04″ N, 88° 26′ 29″ O |
| Melinda                   | Stann Creek | MZML | MDB  | Melinda Airport                                 | 16° 59′ 59″ N, 88° 19′ 05″ O |
| Northern Two Cayes        | Belize      | MZLH |      | Northern Two Cayes Airstrip                     | 17° 27′ 13″ N, 87° 29′ 53″ O |
| Orange Walk Town          | Orange Walk | MZTH | ORZ  | Piste d'Orange Walk                             | 18° 02′ 49″ N, 88° 35′ 03″ O |
| Placencia                 | Stann Creek | MZPL | PLJ  | Aérodrome de Placencia                          | 16° 32′ 13″ N, 88° 21′ 42″ O |
| Punta Gorda               | Toledo      | MZPG | PND  | Aéroport de Punta Gorda (Belize)                | 16° 06′ 08″ N, 88° 48′ 29″ O |
| San Ignacio               | Cayo        | MZCF | SQS  | Aérodrome de San Ignacio                        | 17° 11′ 09″ N, 89° 00′ 35″ O |
| San Ignacio               | Cayo        | MZMF | CYD  | San Ignacio Town Airstrip (Maya Flats Airstrip) | 17° 06′ 18″ N, 89° 06′ 04″ O |
| San Pedro                 | Belize      | MZSP | SPR  | Aérodrome John Greif II de San Pedro            | 17° 54′ 50″ N, 87° 58′ 16″ O |
| Sarteneja                 | Corozal     | MZSJ | SJX  | Aérodrome de Sarteneja                          | 18° 21′ 21″ N, 88° 07′ 51″ O |
| Silver Creek              | Stann Creek | MZKT | SVK  | Aérodrome de Silver Creek (Kanatik)             | 16° 43′ 42″ N, 88° 22′ 09″ O |
| Spanish Lookout (Manatee) | Cayo        | MZSL | MZE  | Manatee Airport                                 | 17° 16′ 42″ N, 89° 01′ 26″ O |